# Ясенін-Дужи
Ясенін-Дужи (пол. Jasienin Duży) — село в Польщі, у гміні Єжув Бжезінського повіту Лодзинського воєводства.
Населення — 167 осіб (2011).
У 1975-1998 роках село належало до Скерневицького воєводства.

## Демографія
Демографічна структура станом на 31 березня 2011 року:
|          | Загалом | Допрацездатний вік | Працездатний вік | Постпрацездатний вік |
| -------- | ------- | ------------------ | ---------------- | -------------------- |
| Чоловіки | 86      | 19                 | 56               | 11                   |
| Жінки    | 81      | 20                 | 38               | 23                   |
| Разом    | 167     | 39                 | 94               | 34                   |